# عبدالله بن عبدالمطلب
عبدالله ابن عبدالمطلب (۷۸ — ۵۳ قبل از هجرت)، پدر محمّد (پیامبر اسلام) است. او دهمین پسر عبدالمطلب بود و با زبیر و ابوطالب هر سه از مادری به نام فاطمه بنت عمرو بن عائذ در مکه متولد شدند.

## زندگی
در منابع اسلامی اینطور آمده که عبدالله بن عبدالمطلب پدر محمد ۵۳ قبل از هجرت متولد شد. او در زیر سایه پدرش بزرگ قریش عبدالمطلب بن هاشم بن عبدمناف بزرگ شد. روزی که عبدالمطلب می‌خواست نذر خود را ادا کند عزیزترین پسرش عبدالله را طبق نذرش به قربانگاه برد و با ناراحتی و غم و اندوه قصد قربانی کردن عبدالله را داشت که وقتی به او یادآوری کردند که قربانی کردن ۱۰۰ شتر دیه قربانی بچه است پذیرفت. عبدالله سپس به یثرب (مدینه) رفت به سال ۵۲ یا ۵۳ قبل از هجرت و در آنجا مرد و در کنار باب الجبرئیل دفن شد.
قبر او از دوره عباسیان تا تسلط وهابیون به حجاز پابرجا بود ولی وقتی که وهابیون پس از تخریب بقیع دست به تخریب دیگر اماکن مقدس مسلمین زدند قبر عبدالله بن عبدالمطلب را نیز تخریب کردند.

## لقب
لقب وی در کتب شیعه، ذبیح‌الله آمده‌است و بنا به روایات مختلف عبدالمطلب با خداوند عهدی می‌بندد و نذر می‌کند که یکی از فرزندان خود را قربانی کند. پس از برآورده شدن حاجت برای ادای نذر بین فرزندان خود قرعه می‌اندازد. عبدالمطلب در میان پسرانش عبدالله را از همه بیشتر دوست داشت و با تکرار قرعه هرسه بار به نام عبدالله می‌افتد. با وساطت قریش و قبایل دیگر عرب و با درایت و تدبیر فردی به نام سجاح یا (قطبه) که کاهن حجاز بود. سرانجام عبدالمطلب یکصد شتر را به جای عبدالله قربانی می‌کند و از آن پس خون‌بهای یک انسان در بین اعراب یکصد شتر تعیین و سنت گردید و محمد هم بعدها آن را به عنوان دیه در دین اسلام پذیرفت. پیامبر اسلام از جهت انتساب به عبدالله و اسماعیل به عنوان دو ذبیح افتخار می‌کرد و گفت: «أَنَا ابْنُ الذَّبِیحَیْن» (من فرزند دو ذبیح هستم).
علی دوانی تأکید دارد که ادعای نذر عبدالمطلب بر ذبح فرزند ساختگی است. علی‌اکبر غفاری نیز بر این عقیده است که ادعای نذر عبدالمطلب ساختگی است.

## ازدواج
هنگامی که عبدالله ۲۴ سال داشت بعد از این که عبدالمطلب فرزند خود را از جهت قربانی کردن بازیافت بسیار شادمان شد و بدون درنگ پس از این ماجرا در حالی که دست عبدالله را در دستان خود داشت به خانه وهب بن عبد مناف رفت و دختر او آمنه بنت وهب را به ازدواج عبدالله درآورد.

## درگذشت
ماجرای مرگ عبدالله به این گونه است که وی به منظور تجارت، همراه کاروان قریش رهسپار شام شد؛ و او هنگام بازگشت از شام در مدینه بیمار شد و به خاطر همان پیوند خویشاوندی که در میان قوم «بنی عدی بن نجار» بود توقف کرد؛ ولی بیماری او طولانی شده و پس از یک ماه که بستری بود، از دنیا رفت.
وقتی کاروان قریش به مکه رسید و عبدالمطلب از حال فرزندش جویا شد و با خبر شد که در مدینه گرفتار بیماری شده‌است، بزرگ‌ترین فرزند خود؛ یعنی حارث را نزد او به مدینه فرستاد. اما هنگامی که حارث به مدینه رسید، متوجه شد که عبدالله از دنیا رفته‌است؛ و او را در مکانی به نام «دارالنابغة» دفن کردند. قبر او در سال‌های اخیر در طرح توسعه مسجدالنبی ویران شد.
طبق آنچه که ابن اثیر در اسد الغابة نوشته آنچه از عبدالله به فرزندش محمد به ارث رسید عبارت بود از: یک کنیز و نیز پنج شتر و یک گله گوسفند و یک شمشیر و مقداری پول. همچنین نظیر این گفتار از واقدی در کتاب المنتقی فی مولود المصطفی نقل شده که بجز شمشیر و پول، اموال دیگر را ذکر کرده‌است.